# Bárður Guðmundsson
Bárður Guðmundsson (Bardhur Gudhmundsson, n. 995), también Víga-Bárður (apodado el Asesino), fue un vikingo y bóndi de Ásbjarnarnes, Vesturhópshólar, Vestur-Húnavatnssýsla en Islandia. Era hijo de Guðmundur Sölmundsson y Þuríður Ólafsdóttir (n. 973), una hija de Ólafur pái Höskuldsson. Se casó con Unna [Auð] Snorradóttir (n. 995), una hija de Snorri Goði. Es un personaje de la saga Eyrbyggja, saga Heiðarvíga, y saga de Laxdœla, y saga de Grettir.
Según la saga Heiðarvíga, hubo un conflicto entre los clanes familiares de Borgarfjǫrdr y Breidafjǫrdr y la historia se centra en la figura de Bárður que busca venganza por la muerte de un hermano. Se suceden constantes conflictos armados que aparentemente no tienen fin, por lo que se ve forzado a negociar un acuerdo de paz y compensaciones legales.